# Camptomyia aestiva
Camptomyia aestiva är en tvåvingeart som beskrevs av Ephraim Porter Felt 1912. Camptomyia aestiva ingår i släktet Camptomyia och familjen gallmyggor.
Artens utbredningsområde är New York. Inga underarter finns listade i Catalogue of Life.